# Lülle
Koordinaten: 57° 58′ N, 22° 3′ O
Lülle (deutsch Lille) ist ein Dorf (estnisch küla) auf der größten estnischen Insel Saaremaa. Es gehört zur Landgemeinde Saaremaa (bis 2017: Landgemeinde Torgu) im Kreis Saare.
Der Ort hat sechzehn Einwohner (Stand 31. Dezember 2011).

## Schiffssetzungen
Bekannt ist der Ort vor allem für seine beiden Schiffssetzungen. Sie werden auf das achte Jahrhundert v. Chr. datiert und weisen Ähnlichkeiten zum Totenkult auf Gotland sowie in Mittelschweden und Südwest-Finnland auf.